# Кропоткинский
Кропоткинский — жилой массив в правобережье города Новосибирска.

## Застройка
До постройки массива на этой территории находилось множество малоэтажных домов, построенных в 1950-е годы. В процессе подготовки площадки к возведению Кропоткинского и на стадии его строительства производилось переселение жителей и массовый снос этих домов, располагавшихся изолированно от городской застройки. С севера дома были ограничены широким каньоном речки 1-й Ельцовки, а с юга — Сибирской железнодорожной магистралью.

### Проектные работы
Проект I очереди на территории выполнен группой архитекторов проектного института Новосибгражданпроект: Э. Г. Копа-Овдеенко, В. П. Блиновым, О. Д. Яненко, О. Л. Коротаевой, А. С. Михайловым, В. В. Пергаевым. Первая очередь предполагала поселить 12 тысяч человек в 106,4 тысячах м² жилья, выстроенных на 23 га земель. Вторая очередь была разработана при участии архитекторов В. М. Галямова, Б. А. Жеребятьева, В. А. Бессонова, А. В. Бондаренко, Г. Н. Туманика. Проект этой очереди предполагал поселить 46,5 тысяч человек в 557 тысячах м² жилья, построенных на 250 га.

### Массовая застройка
С 1981 года началась основная застройка жилого массива. Сооружение многоэтажных домов сопровождалось сносом индивидуального «малоценного скученного» жилья. По состоянию на май 1984 года: ДСК смонтирован пятый миллион м² жилья, возведён детский комбинат на 320 мест с плавательным бассейном, возводится школа на 1176 мест. Кроме того, заселены 12 девятиэтажек общей площадью 121 000 м². Помимо этого, сооружён путепровод под перспективную скоростную магистраль (ныне Ипподромская улица).

### Современная застройка
После распада СССР, застройка продолжилась, но уже в гораздо меньших масштабах. К настоящему времени на Кропоткинском жилом массиве введены в эксплуатацию (и продолжают строиться) жилые дома, достроена и введена в эксплуатацию Ипподромская магистраль.